# Hanna Apiet
Hanna Alaksandrauna Apiet (biał. Ганна Аляксандраўна Апет, ros. Анна Александровна Апет, Anna Aleksandrowna Apiet; ur. 7 stycznia 1951 w Sigejówce) – białoruska polityk, w latach 1997–2000 członkini Rady Republiki Zgromadzenia Narodowego Republiki Białorusi I kadencji.

## Życiorys
Urodziła się 7 stycznia 1951 roku we wsi Sigejówka, w rejonie kościukowickim obwodu mohylewskiego Białoruskiej SRR, ZSRR. W 1981 roku ukończyła Białoruski Uniwersytet Państwowy, uzyskując wykształcenie prawoznawcy. W latach 1969–1979 pracowała jako ekonomistka, inspektor, starsza inspektor, kierownik sekcji w Wydziale Ubezpieczeń Społecznych Mohylewskiego Obwodowego Komitetu Wykonawczego. W latach 1980–1991 była kierownikiem Wydziału Ubezpieczeń Społecznych, sekretarzem, administratorką Centralnego Rejonowego Komitetu Wykonawczego miasta Mohylewa. W latach 1991–1995 pełniła funkcję zastępczyni kierownika Mohylewskiego Obwodowego Oddziału Funduszu Emerytalnego, kierownika Działu Prawnego i Kadrowego Mohylewskiego Oddziału Biełagroprombanku. W 1995 roku pracowała jako kierownik Urzędu Pomocy Społecznej Mohylewskiego Obwodowego Komitetu Wykonawczego. Od 1996 roku była przewodniczącą Białoruskiego Związku Kobiet w obwodzie mohylewskim.
13 stycznia 1997 roku została członkinią nowo utworzonej Rady Republiki Zgromadzenia Narodowego Republiki Białorusi I kadencji. Od 22 stycznia pełniła w niej funkcję zastępczyni przewodniczącego Stałej Komisji ds. Ustawodawstwa i Budownictwa Państwowego. Jej kadencja w Radzie Republiki zakończyła się 19 grudnia 2000 roku. W 2009 roku pracowała jako przewodnicząca Komitetu ds. Pracy, Zatrudnienia i Opieki Społecznej Mohylewskiego Obwodowego Komitetu Wykonawczego.

## Nagrody i odznaczenia
- Medal „Za zasługi w pracy” (6 lutego 2009) – za wybitne osiągnięcia w działalności zawodowej, wielki osobisty wkład w budowę i wprowadzenie do eksploatacji znaczących społecznie obiektów, zasługi dla rozwoju nauki, gospodarki wiejskiej, kultury fizycznej i sportu, ochrony zdrowia, realizacji polityki państwowej w dziedzinie stosunków pracowniczych, męstwo i odwagę wykazane podczas wykonywania obowiązków służbowych[4];
- Gramota Pochwalna Zgromadzenia Narodowego Republiki Białorusi (10 stycznia 2000) – za zasługi dla rozwoju prawodawstwa i parlamentaryzmu, wielki osobisty wkład w sprawę opieki społecznej ludności[5].

## Życie prywatne
Hanna Apiet jest mężatką, ma dwoje dzieci.